# Quỷ lùn tinh nghịch
Quỷ lùn tinh nghịch (tên gốc tiếng Anh: Trolls) là một phim hoạt hình gia đình 3D với các yếu tố nhạc kịch phiêu lưu lãng mạn hài hước của Mỹ năm 2016 lấy ý tưởng từ sản phẩm búp bê Troll của Thomas Dam. Phim do Mike Mitchell và Walt Dohrn đạo diễn, với phần kịch bản được Jonathan Aibel và Glenn Berger chấp bút dựa theo phần cốt truyện của Erica Rivinoja. Phim có sự tham gia lồng tiếng của Anna Kendrick, Justin Timberlake, Zooey Deschanel, Russell Brand, James Corden và Gwen Stefani. Quỷ lùn tinh nghịch có nội dung xoay quanh hai quỷ lùn đang trên đường giải cứu những người bạn đang bị bắt giữ bởi đám Bergen, những sinh vật ăn quỷ lùn.
Là phim điện ảnh hoạt hình thứ 33 của hãng DreamWorks Animation, Quỷ lùn tinh nghịch ra mắt ngày 8 tháng 10 năm 2016, tại Liên hoan phim London và được công chiếu chính thức vào ngày 4 tháng 11 năm 2016 bởi sản xuất 20th Century Fox tại nhiều quốc gia, trong đó có Việt Nam. Phim nhận được nhiều ý kiến tích cực từ giới chuyên môn và đã thu về tổng cộng hơn 338 triệu USD so với kinh phí thực hiện ban đầu 125 triệu USD. Tại Việt Nam, phim được phát hành trên kênh truyền hình HTV3 - DreamsTV với phiên bản lồng tiếng Việt vào ngày 22 tháng 8 năm 2020.
Phần tiếp nối đó chính là Quỷ lùn tinh nghịch: Chuyến lưu diễn thế giới công chiếu vào 10 tháng 4, 2020, với phần phim thứ ba sẽ công chiếu vào 17 tháng 11, 2023.

## Nội dung
Truyền thuyết kể lại rằng, ngày xưa các quỷ lùn (troll) vốn sống trong hòa bình, thứ duy nhất tồn tại trong nền văn hóa của họ là những vũ điệu, lời ca sôi động chứ không phải vũ khí chiến tranh. Nhưng một ngày nọ, lũ quỷ khổng lồ Bergen tấn công làng của tộc quỷ lùn, chúng tin rằng ăn thịt quỷ lùn thì cũng sẽ sở hữu "hạnh phúc" của họ.
Tuy nhiên tộc quỷ lùn, dưới sự lãnh đạo của vua Peppy, đã đào thoát bằng đường hầm vào ngày Hoàng tử Gristle Nhỏ sẽ được nếm thịt chú quỷ lùn đầu tiên. Vì điều này, nhà vua Bergen là Gristle Lớn đã trừng phạt mụ bếp trưởng, người chịu trách nhiệm chuẩn bị bữa tiệc quỷ lùn.
Hai mươi năm sau, con gái của vua Peppy là công chúa Poppy (Anna Kendrick lồng tiếng), một quỷ lùn vui vẻ và lạc quan nhất, quyết định tổ chức một bữa tiệc lớn để kỷ niệm ngày đào thoát của tộc quỷ lùn, mặc sự sợ hãi và cảnh báo của chú quỷ lùn xám luôn gắt gỏng, cau có có tên Branch (Justin Timberlake). Chú ta cho rằng bữa tiệc ồn ào sẽ thu hút bọn Bergen. Nỗi lo sợ của Branch thành sự thật khi sự ồn ào cùng màn bắn pháo hoa đã khiến mụ bếp trưởng của Bergen năm xưa tìm ra chỗ đám quỷ lùn đang trú ẩn, bắt đi một số quỷ lùn để đem về nộp cho hoàng tử Gristle Nhỏ, nay đã là nhà vua Gristle. Poppy nằm trong số những quỷ lùn ẩn nấp được, nhưng thấy rằng không ai trong số các quỷ lùn còn lại dám đến thị trấn của Bergen để giải cứu các bạn bè mình. Do đó cô tự mình đi giải cứu. Trên đường đi, cô bị rơi vào bẫy của loài nhện. May mắn cô được Branch kịp thời đến giải thoát và cả hai cùng tới thị trấn Bergen.
Đến nơi, Poppy và Branch phát hiện ra các quỷ lùn đang bị một cô phụ bếp có tên Bridget canh giữ. Họ liền thỏa thuận với Bridget: nếu cô ta thả các quỷ lùn ra thì họ sẽ giúp cô có được cái hẹn với nhà vua Gristle. Trong quá trình chuẩn bị, Branch tiết lộ rằng sở dĩ cậu không vui vẻ vì xưa kia cậu quá mải mê ca hát nên bà cậu đã chết thay cho cậu khi cứu cậu khỏi bị mụ bếp trưởng bắt được. Sau sự việc đó, cậu tự dằn vặt mình và từ màu xanh trở thành xám.

## Lồng tiếng
- Anna Kendrick vai Công chúa Poppy[7][12][13] Lồng tiếng Việt: Ngọc Châu
  - Iris Dohrn vai Poppy hồi nhỏ.
- Justin Timberlake vai Branch[7][14] Lồng tiếng Việt: Quang Tuyên
  - Liam Henry vai Branch hồi nhỏ.
- Zooey Deschanel vai Bridget[15] Lồng Tiếng Việt: Minh Chuyên
- Christopher Mintz-Plasse vai Hoàng tử Gristle Jr./Vua Gristle Jr.[15] Lồng tiếng Việt: Hoàng Sơn
- Christine Baranski vai Đầu bếp[15] Lồng tiếng Việt: Ái Phương
- Russell Brand vai Creek[15][16] Lồng tiếng Việt: Hoàng Khuyết
- James Corden vai Biggie[15][17] Lồng tiếng Việt: Trần Vũ
- Jeffrey Tambor vai Vua Peppy[15] Lồng tiếng Việt: Hạnh Phúc
- Ron Funches vai Cooper[15][18] Lồng tiếng Việt: Kiêm Tiến
- Icona Pop vai Satin Lồng tiếng Việt: Ngọc Quyên và Chenille[15][19] Lồng tiếng Việt: Kim Ngọc
- Kunal Nayyar vai Guy Diamond[15][20] Lồng tiếng Việt: Thiện Trung
- Quvenzhané Wallis vai Harper[15] Lồng tiếng Việt: Thu Hiền
- John Cleese vai Vua Gristle Sr.[15] Lồng tiếng Việt: Tuấn Anh
- Gwen Stefani vai DJ Suki[15][21] Lồng tiếng Việt: Linh Phương
- GloZell vai Bà Rosiepuff.[22] Dami Im lồng tiếng cho nhân vật này trong phiên bản Úc.[23]
- Meg DeAngelis vai Moxie Dewdrop.[22] Noodlerella lồng tiếng cho nhân vật này trong phiên bản Vương quốc Anh Lồng tiếng Việt: Anh Tuấn
- Ricky Dillon vai Aspen Heitz[22] Lồng tiếng Việt: Chánh Tín
- Kandee Johnson vai Mandy Sparkledust[22] Lồng tiếng Việt: Hoài Bảo
- Walt Dohrn vai Smidge[15] Lồng tiếng Việt: Minh Vũ, Fuzzbert, Cloud Guy Lồng tiếng Việt: Hoàng Trí, Ngài Dinkles, Tunnel Troll, và Wedgie Bergen #2
- Mike Mitchell vai Darius, Vinny, Thuyền trưởng Starfunkle, Nhện, Wedgie Bergen #1, Chad, Card
- Grace Helbig vai Cookie Sugarloaf
- Curtis Stone vai Todd
- Rhys Darby vai Bibbly

## Sản xuất

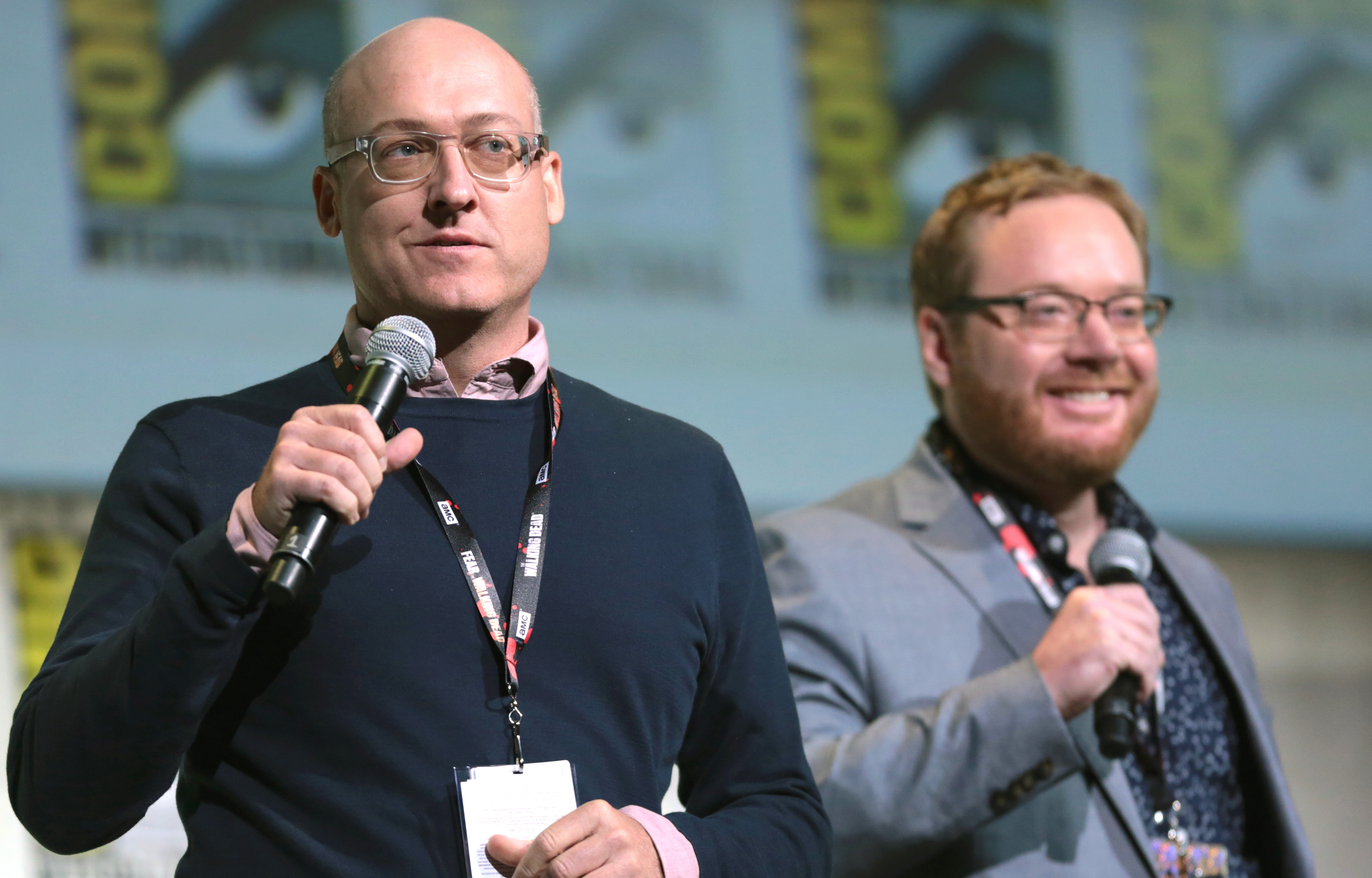
Hai đạo diễn Mike Mitchell và Walt Dohrn giới thiệu các cảnh hậu trường phim tại San Diego Comic-Con International năm 2016

DreamWorks công bố kế hoạch thực hiện một phim điện ảnh lấy ý tưởng từ dòng đồ chơi Troll vào đầu năm 2010. Phiên bản này được dự kiến biên kịch bởi Adam Wilson và Melanie vợ của anh. Tới năm 2012, Chloë Grace Moretz được chọn lồng tiếng cho nhân vật nữ chính và Jason Schwartzman đã đồng thuận góp giọng cho nhân vật nam chính. Tháng 9, 2012, 20th Century Fox và DreamWorks Animation công bố tựa hậu kì của phim điện ảnh này là Trolls, và phim sẽ được ra mắt ngày 5 tháng 6 năm 2015, với Anand Tucker đảm nhiệm công việc đạo diễn, và phần kịch bản được viết bởi Wallace Wolodarsky và Maya Forbes.
Đến tháng 4 năm 2013, DreamWorks Animation mua được quyền sở hữu trí tuệ của thương hiệu Trolls từ Dam Family và Dam Things. Với "các kế hoạch lớn dành cho thương hiệu," DreamWorks Animation trở thành bên cấp giấy phép kinh doanh quốc tế độc quyền của dòng đồ chơi, trừ Scandinavia, nơi Dam Things vẫn là nơi cấp giấy phép. Vào tháng 5 năm 2013, phim bị đẩy lùi lịch phát hành xuống ngày 4 tháng 11 năm 2016. Cùng tháng đó, DreamWorks Animation công bố Mike Mitchell và Erica Rivinoja sẽ chính thức là nhà đạo diễn và biên kịch cho phim, chuyển đổi phim trở thành một phim điện ảnh nhạc kịch hài hước giới thiệu nguồn gốc những màu tóc sặc sỡ của đám quỷ lùn Troll. Ngày 16 tháng 6 năm 2014, Anna Kendrick tham gia dàn diễn viên lồng tiếng với vai Poppy, một nhân vật công chúa. Ngày 15 tháng 9 năm 2015, Deadline.com thông báo rằng Justin Timberlake sẽ tham gia lồng tiếng cho một quỷ lùn tên là Branch. Timberlake trước đó cũng từng cộng tác với DreamWorks Animation với việc tham gia lồng tiếng cho nhân vật Arthur "Artie" Pendragon trong phim hoạt hình Shrek the Third năm 2007. Toàn bộ dàn diễn viên công bố vai lồng tiếng của họ qua Twitter vào ngày 6 tháng 1 năm 2016.

## Âm nhạc
Timberlake dảm nhiệm vai trò nhà sản xuất điều hành cho phần nhạc của Quỷ lùn tinh nghịch và anh đã phát hành bài hát nguyên gốc cho phim, "Can't Stop the Feeling!", vào ngày 6 tháng 5 năm 2016. Bài hát đã giành vị trí quán quân trên bảng xếp hạng của 17 quốc gia, trong đó có Mỹ và Canada. Timberlake cùng với dàn diễn viên lồng tiếng cho phim, cũng như Ariana Grande và Earth, Wind & Fire đã tham gia đóng góp cho album nhạc phim chính thức.
Ở phiên bản lồng tiếng Việt, các bài hát đều được lồng lại hoàn toàn bằng lời Việt, với hai bài hát nguyên gốc "Can't Stop the Feeling!" và "True Colors" được trình bày bởi nam ca sĩ Isaac.

## Phát hành
Quỷ lùn tinh nghịch ra mắt lần đầu tiên tại Liên hoan phim London vào ngày 8 tháng 10 năm 2016 và được công chiếu tại các rạp phim tại Mỹ vào ngày 4 tháng 11 năm 2016 bởi 20th Century Fox. Tại Việt Nam, phim được công chiếu cùng ngày 4 tháng 11 năm 2016.

### Phương tiện tại gia
Quỷ lùn tinh nghịch được phát hành dưới định dạng phim số Digital HD vào ngày 24 tháng 1 năm 2017 và định dạng đĩa DVD và Blu-ray (2D, 3D và 4K Ultra HD) vào ngày 7 tháng 2 năm 2017.

## Tiếp nhận

### Doanh thu phòng vé
Tính đến ngày 15 tháng 1 năm 2017, Quỷ lùn tinh nghịch đã thu về 151.8 triệu USD chỉ riêng tại thị trường Mỹ và Canada, và 186.3 triệu USD tại các quốc gia và vùng lãnh thổ khác, với tổng doanh thu toàn cầu là 338.1 triệu USD, trong khi kinh phí để thực hiện phim chỉ vào mức 125 triệu USD.
Tại Mỹ và Canada, Quỷ lùn tinh nghịch được phát hành cùng ngày với Doctor Strange: Phù thủy tối thượng và Hacksaw Ridge, và được dự đoán sẽ thu về 35–40 triệu USD từ 4,060 rạp chiếu trong tuần lễ ra mắt. Trong ngày đầu công chiếu, phim đã thu về 12.3 triệu USD (trong đó có 900,000 USD thu về trong suất chiếu sớm vào đêm thứ năm). Đến cuối tuần, doanh thu tăng lên 46.5 triệu USD, xếp thứ hai sau Phù thủy tối thượng về doanh thu tuần.

### Đánh giá chuyên môn
Trên hệ thống tổng hợp kết quả đánh giá Rotten Tomatoes, Quỷ lùn tinh nghịch nhận được mức đồng thuận 75% dựa trên 130 nhận xét, với điểm trung bình là 6.2/10. Tại trang Metacritic, phim nhận được số điểm 56 trên 100, dựa trên 32 nhà phê bình. Trên CinemaScore, khán giả đánh giá phim với điểm "A" trên thang từ A+ đến F.
The Hollywood Reporter cho rằng phim "phải thừa nhận là trông rất sôi nổi nhưng việc pha trộn giữa hoạt hình hài kịch và nhạc kịch thì thật tồi tệ." Alonso Duralde từ TheWrap cho rằng phim "là sự kết hợp của những tính cách rõ ràng và sự dễ thương đến phát điên của Xì Trum với thiết kế nhân vật gớm guốc của Strange Magic."

## Các phần tiếp nối
Phần tiếp nối đó chính là Quỷ lùn tinh nghịch: Chuyến lưu diễn thế giới công chiếu vào 10 tháng 4, 2020, với phần phim thứ ba sẽ công chiếu vào 17 tháng 11, 2023.